# Eliasterrein en Vonderkwartier
Het Eliasterrein en Vonderkwartier is een administratief en statistisch gebied in het stadsdeel Strijp in de Nederlandse gemeente Eindhoven en behoort tot de wijk Oud-Strijp.
Feitelijk bestaat dit gebied uit twee buurten, ieder met een geheel eigen karakter. Op 1 januari 2023 telde de buurt 3.320 inwoners, verdeeld over 1.533 woningen, met een gemiddelde WOZ-waarde van € 387.000, op een oppervlakte van 0,3 km².
Het Eliasterrein (de westelijk gelegen buurt) ontleent zijn naam aan de voormalige linnen-fabrikant Elias. Het is gebouwd in de periode 1985-1988 en is een kinderrijke buurt. De buurt ligt ingesloten tussen Strijpsestraat, Jozef Eliasweg en Willem de Rijkelaan.
Het Vonderkwartier is genoemd naar het Vonderke, een voormalig voor het verkeer belangrijk bruggetje over de Gender, nabij het Lodewijk Napoleonplein.
Het Vonderkwartier is in de jaren '20 en 30 gebouwd en ligt tussen de Willemstraat, Vonderweg/Mauritsstraat, Mecklenburgstraat, Willem de Rijkelaan/Anna van Engelandstraat en Jozef Eliasweg. Ook het Vonderkwartier is een kinderrijke buurt, maar er is tevens sprake van veel kamerbewoning. Verder is er een actieve bewonersvereniging, wijkvereniging Vonderkwartier 

## Foto's

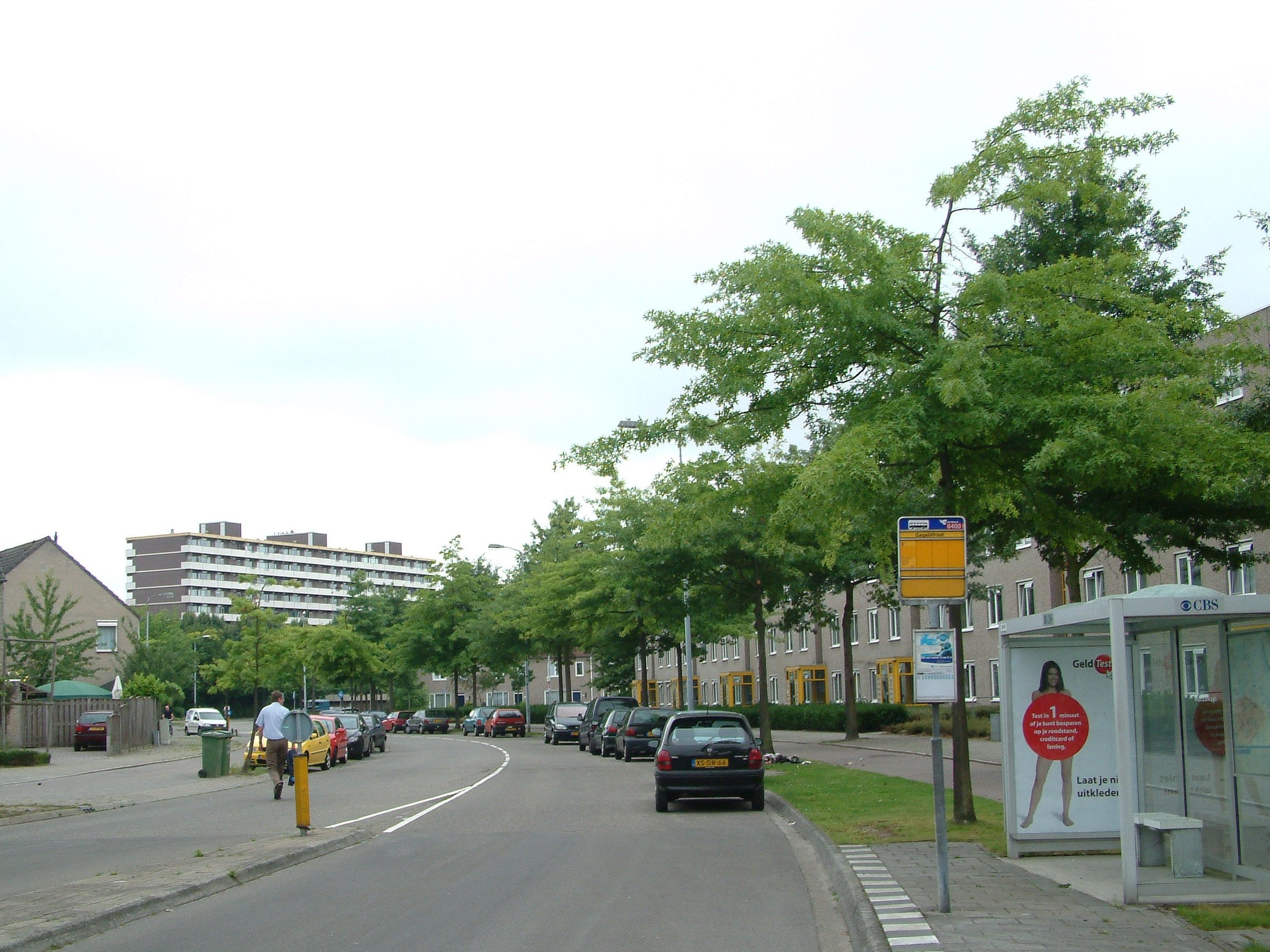
Jozef Eliasweg (Eliasterrein)
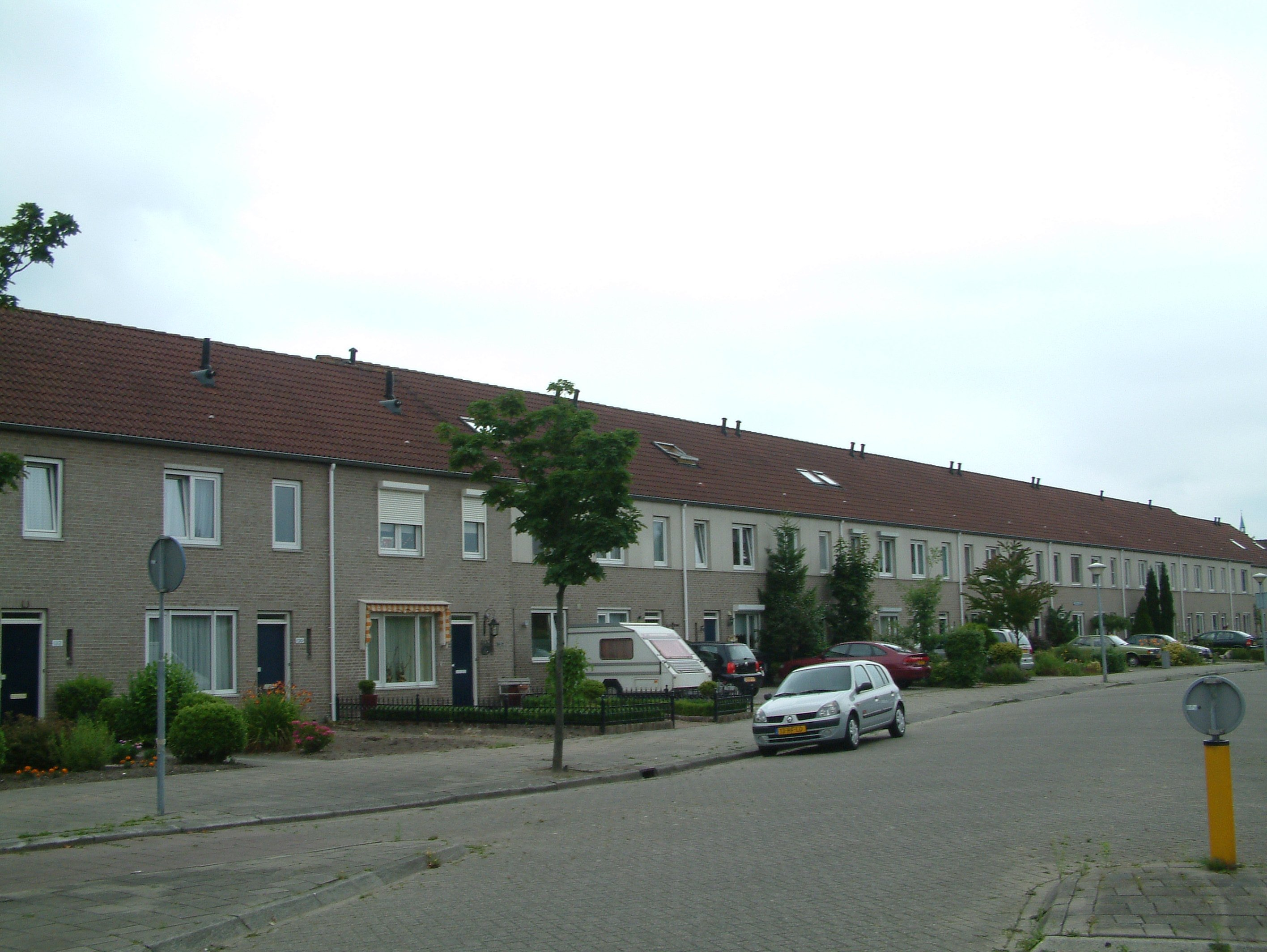
Jacobus Deckersstraat (Eliasterrein)
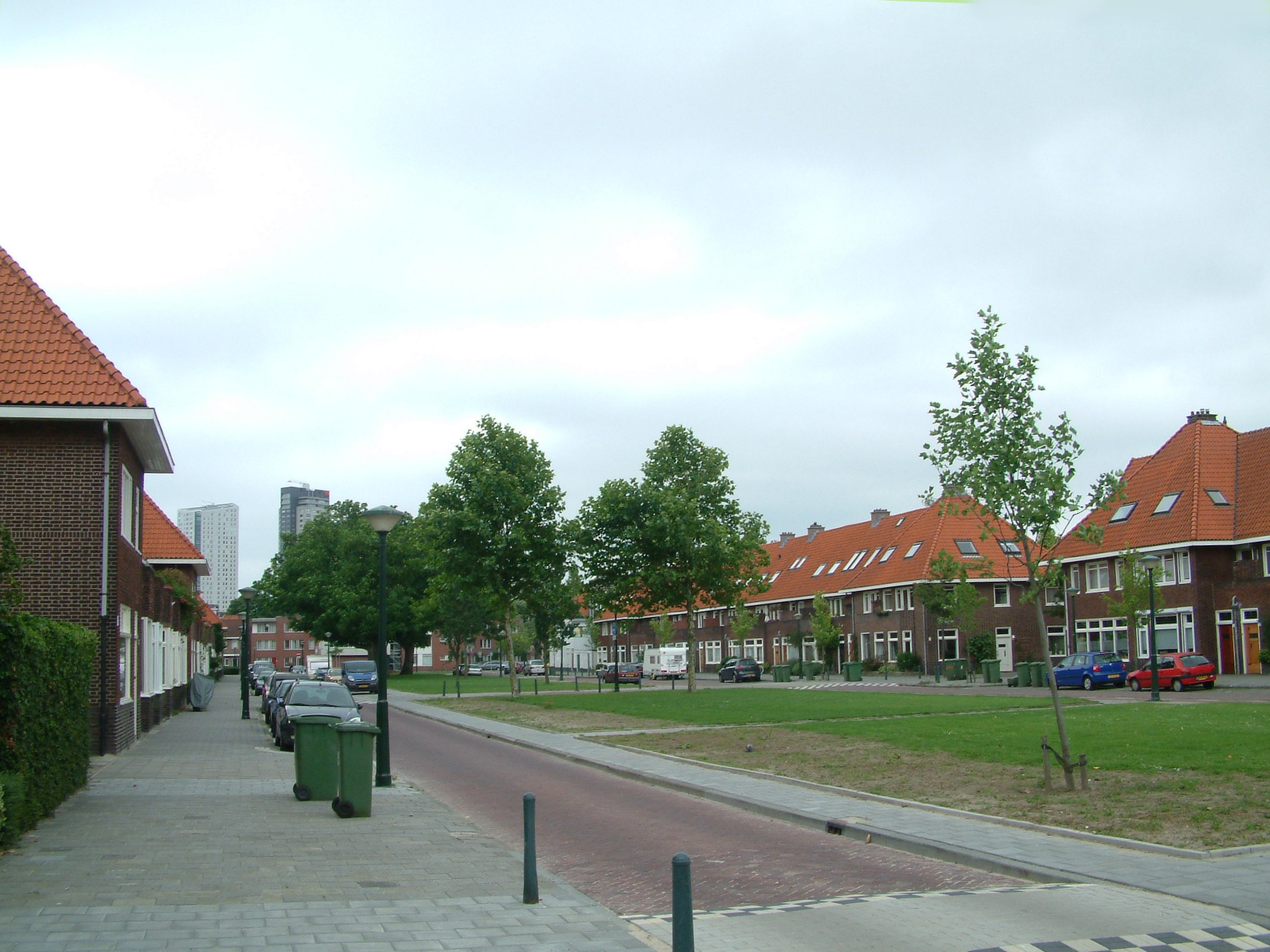
Frederika van Pruisenweg (Vonderkwartier)